# Spinulosida
Los espinulósidos (Spinulosida) son un orden de equinodermos asteroideos que carecen de pedicelarios. Se desconocen formas fósiles. Incluye unas 120 especies en 9 géneros y 1 familia, aunque su taxonomía es controvertida (ver Valvatida).

## Descripción
La superficie abactinal presenta numerosas espinas de distintos tamaños (solitarias o en grupos). Los pedicelarios son escasos, nunca forcipiformes. El disco generalmente es pequeño y normalmente tiene 5 radios cilíndricos, los arcos interbraquiales son angulares, a veces ligeramente redondeados. Las placas abactinales se presentan en series regulares, poligonales, ovaladas o redondeadas, además pueden ser planas o convexas; su arreglo puede ser imbricado formando una retícula irregular, a veces formando series más o menos longitudinales definidas con mallas adradiales. Por lo general presentan varias espinas pequeñas, que a veces están restringidas a las placas primarias y ocasionalmente están bien espaciadas y alargadas, individualmente pueden estar montadas en una elevación o directamente sobre placas planas. Las placas marginales son poco aparentes e inconspicuas. Las placas carinales son poco distinguibles. Las placas actinolaterales están desarrolladas y dispuestas en series paralelas. Las áreas papulares están limitadas a la superficie abactinal, en raras ocasiones actinal o marginalmente. Las pápulas están agrupadas en mallas. Posee relativamente pocas placas actinales, dispuestas en series longitudinales y a veces también transversales. Las placas orales son de tamaño mediano. Las placas ambulacrales y adambulacrales están comprimidas; éstas son relativamente pequeñas, raramente poseen más de 3 espinas a lo largo del margen del surco. Los pies ambulacrales  son biseriados y presentan ventosas.

## Taxonomía
La siguiente familia está reconocida por el Registro Mundial de Especies Marinas:
- Echinasteridae Verrill, 1870